# Köhlen
Köhlen este un cartier al orașului Geestland din districtul Cuxhaven din landul Saxonia Inferioară, Germania.